# 巴拉杜夸赖
巴拉杜夸赖是巴西南大河州的一个市镇。总面积1056.146平方公里，总人口3771人，人口密度3.6人/平方公里。